# 納爾瓦約埃蘇
納爾瓦約埃蘇是愛沙尼亞東維魯縣纳尔瓦约埃苏市镇内的非独立市，位於波羅的海北面海岸，毗鄰俄羅斯邊界，2010年1月1日人口2,602。由於鄰近納爾瓦，納爾瓦約埃蘇的居民以俄羅斯人或使用俄語的人為主。市內有一個長7公里的海灘，是愛沙尼亞最佳海灘之一，吸引夏天度假的遊人。

## 行政管理

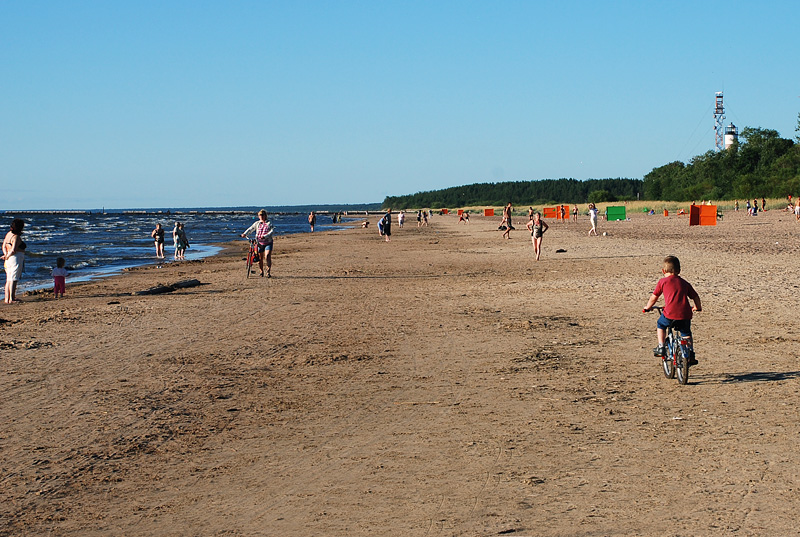
纳尔瓦约埃苏的海滩

纳尔瓦约埃苏作为一个集镇成立于1917年。1934年并入纳尔瓦市。1990年又析出为独立的城市。
2017年爱沙尼亚行政改革后，原瓦伊瓦拉市镇、原科赫特拉-耶爾韋市镇的一个市区（Viivikonna）及原納爾瓦約埃蘇市合并成新的纳尔瓦约埃苏市镇。原纳尔瓦约埃苏市成为一个非独立市及新市镇的一个市区。

## 外部連結
- 纳尔瓦约埃苏市镇官方网站 （页面存档备份，存于） （文） （俄文）